# العلاقات البولندية الرومانية
العلاقات البولندية الرومانية هي العلاقات الخارجية بين بولندا ورومانيا. أقام البلدان العلاقات الدبلوماسية في 9 فبراير 1919.
في السنوات الأخيرة، يتبادل الممثلون الحكوميون لبولندا ورومانيا، على نحو منتظم، زيارات رفيعة المستوى، وهو ما يعكس الاهتمام المشترك بالتعاون الثنائي بين البلدين.
البلدان كلاهما عضو كامل العضوية في منظمة حلف شمال الأطلسي والاتحاد الأوروبي، وهما أكبر دولتين من حيث عدد السكان تنضمان إلى أي من التحالفين منذ نهاية الحرب الباردة.
يدير معهد وارسو، وهو مجمع تفكير بولندي، مرصدًا في رومانيا لشرح المسار الرئيسي للتطورات السياسية والاقتصادية والاجتماعية في رومانيا ومولدوفا.

## نبذة تاريخية

### البدايات
من الممكن إرجاع بدايات النفوذ البولندي في رومانيا إلى القرن الرابع عشر مع تأسيس إمارة البغدان. كانت التجارة بين بحر البلطيق والبحر الأسود في ما بين البلدين المتجاورين سببًا في تيسير الروابط المتنامية بينهما. خلال هذه الحقبة كانت إمارة البغدان ولاية تابعة لمملكة بولندا أولًا ثم الكومنولث البولندي الليتواني لعدة مرات.

### التحالف البولندي الروماني
ابتداءً من عام 1921، وقعت الجمهورية البولندية الثانية ومملكة رومانيا على سلسلة من المعاهدات في فترة ما بين الحربين، والتي بدورها أنشأت التحالف البولندي الروماني. شكلت المعاهدات أساسًا لعلاقات خارجية جيدة بين البلدين استمرت حتى اندلاع الحرب العالمية الثانية في عام 1939.

### اتحاد سلالي محتمل بين بولندا ورومانيا
بعد أن استولت حركة ساناسيا على السلطة في بولندا في أعقاب انقلاب مايو، وقعت بولندا ورومانيا معاهدة ضمان في 15 يناير 1931. في شهر أكتوبر من ذلك العام، شاع في بولندا أن بيوزودسكي ينظر في ترشيح الأمير نيكولاس، الوصي السابق، للعرش البولندي الشاغر، بتشجيع من الساسة المحافظين، كالسياسي يانوش رادزيو. خلال زيارة الزعيم البولندي لرومانيا في ذلك الشهر، تحدث رادزيو في مجلس الشيوخ عن إمكانية إحياء الملكية. فسر زدزيساو لوبوميرسكى ذلك على أنه نتيجة «إشارة صادرة عن [بيوزودسكي]». في عام 1932، أبلغ السفير في وارسو، غريغور بلسيوريسكو، رئيس الوزراء الروماني، نيكولاي إيورغا، أن الجماعات المحافظة تنظر في إمكانية إقامة اتحاد شخصي مع كارول الثاني ملك رومانيا كملك لكلا البلدين.

### رأس الجسر الروماني
بعد غزو بولندا، مع بداية الحرب العالمية الثانية، انسحب ما يصل إلى 120,000 جندي بولندي عبر منطقة رأس الجسر الروماني إلى رومانيا المحايدة والمجر. انضمت غالبية تلك القوات إلى القوات المسلحة البولندية المشكلة حديثًا في الغرب في فرنسا والمملكة المتحدة في عامي 1939 و1940. بسبب هروبهم عبر رومانيا، كان الجيش البولندي أحد أكبر قوات الحلفاء قبل دخول الولايات المتحدة الحرب وهجوم ألمانيا على الاتحاد السوفيتي (عملية بارباروسا).

## العلاقات التجارية
بلغت التجارة بين رومانيا وبولندا في عام 2016 قيمة قياسية، إذ بلغت ما قيمته 4.86 مليار يورو وفقًا للإحصاءات الصادرة عن وزارة التنمية الاقتصادية البولندية.
عُقد منتدى القيادات النسائية (دبليو إل إف) لعام 2020 في وارسو في 4-5 مارس بهدف تعزيز التعاون الثنائي بين بولندا ورومانيا، مع التأكيد على دور المرأة في السياسة والاقتصاد والتعليم. نظمت هذه الفعالية كل من سفارة رومانيا في بولندا، وغرفة التجارة والصناعة الثنائية البولندية الرومانية، والمعهد الروماني للثقافة، وذلك برعاية فخرية من صاحبة السمو الملكي مارغريت، ولي عهد رومانيا، التي جاءت إلى وارسو، بدعوة من السفارة الرومانية، لحضور الفعالية مع زوجها - صاحب السمو الملكي رادو، أمير رومانيا.

## البعثات الدبلوماسية المقيمة
- بولندا لديها سفارة في بوخارست.
- رومانيا لديها سفارة في وارسو.

## مقارنة بين البلدين
هذه مقارنة عامة ومرجعية للدولتين:
| وجه المقارنة                                              | بولندا                                                                             | رومانيا                                                                               |
| --------------------------------------------------------- | ---------------------------------------------------------------------------------- | ------------------------------------------------------------------------------------- |
| المساحة (كم2)                                             | 312.68 ألف                                                                         | 238.40 ألف                                                                            |
| عدد السكان (نسمة)                                         | 38.43 مليون                                                                        | 19.59 مليون                                                                           |
| الكثافة السكانية (ن./كم²)                                 | 122.91                                                                             | 82.17                                                                                 |
| العاصمة                                                   | وارسو                                                                              | بوخارست                                                                               |
| اللغة الرسمية                                             | اللغة البولندية                                                                    | اللغة الرومانية                                                                       |
| العملة                                                    | زلوتي بولندي                                                                       | ليو روماني                                                                            |
| الناتج المحلي الإجمالي (بليون دولار)                      | 524.51 مليار                                                                       | 211.80 مليار                                                                          |
| الناتج المحلي الإجمالي (تعادل القوة الشرائية) بليون دولار | 1.02 تريليون                                                                       | 465.56 مليار                                                                          |
| الناتج المحلي الإجمالي الاسمي للفرد دولار أمريكي          | 12.55 ألف                                                                          | 9.47 ألف                                                                              |
| الناتج المحلي الإجمالي للفرد دولار أمريكي                 | 26.14 ألف                                                                          | 23.63 ألف                                                                             |
| مؤشر التنمية البشرية                                      | 0.843                                                                              | 0.793                                                                                 |
| رمز المكالمات الدولي                                      | +48                                                                                | +40                                                                                   |
| رمز الإنترنت                                              | .pl                                                                                | .ro                                                                                   |
| المنطقة الزمنية                                           | توقيت وسط أوروبا، ت ع م+01:00، ت ع م+02:00، أوروبا/وارسو ‏، توقيت وسط أوروبا الصيفي | ت ع م+02:00، ت ع م+03:00، أوروبا/بوخارست ‏، توقيت شرق أوروبا، توقيت شرق أوروبا الصيفي ‏ |

## مدن متوأمة
في ما يلي قائمة باتفاقيات التوأمة بين مدن بولندية ورومانية:
- ترتبط جلونا غورا مع بيستريتسا باتفاقية توأمة منذ 1975.
- ترتبط دبيتسا مع سيريت باتفاقية توأمة.
- ترتبط خوينا مع سيريت باتفاقية توأمة.
- ترتبط Oława [الإنجليزية]‏ مع Sighetu Marmației [الإنجليزية]‏ باتفاقية توأمة.
- ترتبط زاموشتش مع سيغيشوارا باتفاقية توأمة منذ 16 يونيو 1989.[20][21][22][23]
- ترتبط بييلسكو فيالا مع بايا ماري باتفاقية توأمة منذ 1998.
- ترتبط Siemianowice Śląskie [الإنجليزية]‏ مع Câmpia Turzii [الإنجليزية]‏ باتفاقية توأمة.
- ترتبط دابروفا غورنيزا مع Câmpulung Moldovenesc [الإنجليزية]‏ باتفاقية توأمة.
- ترتبط سوسنوفييتس مع سوتشافا باتفاقية توأمة.
- ترتبط رادوم مع بلويشت باتفاقية توأمة منذ 26 سبتمبر 1992.
- ترتبط لوبلين مع تيميشوارا باتفاقية توأمة منذ 1992.[24][24]
- ترتبط بيدغوشتش مع بيتيشت باتفاقية توأمة منذ 1991.[25][25]
- ترتبط Brzesko [الإنجليزية]‏ مع Sovata [الإنجليزية]‏ باتفاقية توأمة.
- ترتبط جيشوف مع ساتو ماري باتفاقية توأمة منذ 17 أكتوبر 1991.[26][27][28][29]

## منظمات دولية مشتركة
يشترك البلدان في عضوية مجموعة من المنظمات الدولية، منها:
| علم المنظمة | اسم المنظمة                             | تاريخ انضمام بولندا | تاريخ انضمام رومانيا |
| ----------- | --------------------------------------- | ------------------- | -------------------- |
|             | المنظمة الأوروبية لسلامة الملاحة الجوية | 2004                | 1996                 |
|             | المنظمة الهيدروغرافية الدولية           | ?                   | ?                    |
|             | منظمة الشرطة الجنائية الدولية           | ?                   | ?                    |
|             | الاتحاد البريدي العالمي                 | 1 مايو 1919         | ?                    |
|             | مركز تنسيق الحركة في أوروبا ‏            | ?                   | ?                    |
|             | حلف شمال الأطلسي                        | 12 مارس 1999        | 29 مارس 2004         |
|             | منظمة التجارة العالمية                  | 1 يوليو 1995        | 1995                 |
|             | الفريق المعني برصد الأرض                | ?                   | ?                    |
|             | مجموعة الموردين النوويين                | ?                   | ?                    |
|             | مؤسسة التنمية الدولية                   | 28 أكتوبر 1960      | 12 أبريل 2014        |
|             | اتفاقية السماوات المفتوحة               | ?                   | ?                    |
|             | منظمة الأمن والتعاون في أوروبا          | 25 يونيو 1973       | 25 يونيو 1973        |
|             | Strategic Airlift Capability ‏           | ?                   | ?                    |
|             | مؤسسة التمويل الدولية                   | 29 ديسمبر 1987      | 23 سبتمبر 1990       |
|             | مجلس أوروبا                             | 26 نوفمبر 1991      | 7 أكتوبر 1993        |
|             | منظمة حظر الأسلحة الكيميائية            | ?                   | ?                    |
|             | الأمم المتحدة                           | 24 أكتوبر 1945      | 14 ديسمبر 1955       |
|             | الاتحاد الدولي للاتصالات                | 1921                | 9 فبراير 1866        |
|             | الاتحاد الأوروبي                        | 1 مايو 2004         | 2007                 |
|             | البنك الدولي للإنشاء والتعمير           | 27 يونيو 1986       | 15 ديسمبر 1972       |
|             | مجموعة أستراليا                         | 1994                | 1995                 |
|             | وكالة الفضاء الأوروبية                  | 19 يناير 2012       | 23 ديسمبر 2011       |
|             | وكالة ضمان الاستثمار متعدد الأطراف      | 29 يونيو 1990       | 10 سبتمبر 1992       |
|             | حلف وارسو                               | 14 مايو 1955        | 14 مايو 1955         |
|             | مجلس التعاون الاقتصادي                  | 25 يناير 1949       | 25 يناير 1949        |
|             | يونسكو                                  | 6 نوفمبر 1946       | 27 يوليو 1956        |

## أعلام
هذه قائمة لبعض الشخصيات التي تربطها علاقات بالبلدين:
- ديتر آكر (ملحن ألماني، 3 نوفمبر 1940 – 27 مايو 2006)
- روبرت سادوفسكي (لاعب كرة قدم روماني، 16 أغسطس 1914 – )
- فويتشخ وايس (رسام بولندي، 4 مايو 1875[39][40][41] – 7 ديسمبر 1950[40][41])

## وصلات خارجية
- موقع وزارة الخارجية البولندية
- موقع وزارة الخارجية الرومانية